# Битва за Адждабию
Би́тва за Адждаби́ю — одно из сражений в ходе гражданской войны в Ливии. Город Адждабия является стратегически важным пунктом, который стоит на перекрестке путей, ведущих к оплоту оппозиции городу Бенгази и к порту Тобрук, находящемуся вблизи от границы с Египтом. Она велась между антиправительственными повстанцами и военными силами, лояльными ливийскому лидеру Муаммару Каддафи. После второй битвы за Брегу, в которой войска Каддафи захватили город, Адждабия осталась единственным крупным городом в руках повстанцев на пути лоялистов к повстанческой столице Бенгази. Битва за Адждабию была поворотным моментом в конфликте, в котором решалась судьба всего восстания против правительства Каддафи. В ходе первого этапа битвы войска Каддафи захватили стратегический перекрёсток дорог, ведущих в Бенгази и Тобрук, а также заняли большую часть города. В центре города закрепились повстанцы, но они были окружены правительственными силами и отрезаны от помощи извне. 26 марта 2011 года ливийские повстанцы опираясь на помощь воздушных налетов сил коалиции, захватили контроль над городом, очистив его от сил полковника Муаммара Каддафи. После второго этапа сражения, противники Каддафи отбили перекрёсток дорог и очистили от лояльных войск город, заставив их отступать по ливийскому прибрежному шоссе к Сирту.

## Битва

### Предыстория
Адждабия была местом антиправительственных выступлений 16-17 февраля 2011 года в котором до 10 человек, как сообщается, были убиты от огня правительственных сил безопасности. Протестующие быстро взяли под контроль город и заявили, что это будет «Свободный город», после того как сожгли местную штаб-квартиру правительства.

### Первый этап
14 марта армейские части лоялистов, в течение нескольких дней успешно наступающие на позиции повстанцев на востоке страны, подвергли артобстрелу город Адждабия. По информации представителей повстанцев, четыре артиллерийских снаряда упали утром в понедельник в западных окрестностях Адждабии. Никто не пострадал.
15 марта правительственные войска, наступавшие из Бреги (которую они захватили ранее) подвергли Адждабию артиллерийскому обстрелу. По городу также наносились удары с воздуха и с моря. Город ранее подвергался ударам с воздуха в течение предыдущих трех дней. Повстанцы заявили, 13 марта, что они будут защищать город до смерти. Однако, как только началось наступление лоялистов, все повстанческие силы, которые не были местными (из Адждабии) начали отступление, причем некоторые вместе с гражданским населением, к Бенгази. После артиллерийских ударов, лоялисты начали наступление. Восставшие ожидали сторонников Каддафи с запада, и закрепились на западных окраинах. Однако, часть правительственных войск обошла позиции повстанцев и напала на город с юга. Лоялисты быстро захватили западные позиции повстанцев и установили контроль над западным въездом в город. Кроме того, правительственные солдаты заняли восточный выезд города, не давая больше повстанцам отступать в сторону Бенгази. Город был окружен и переход Адждабии в руки правительства, открывал им дорогу в Бенгази. После того, как окружение было завершено, правительство танки вошли в Адждабию, устремившись в центр города. Они столкнулись с остатками повстанческих сил, завязались уличные бои. В то время как бои шли на улицах, два истребителя повстанцев, взлетевшие из Бенгази, напали на правительственные корабли, которые обстреливали город с моря. По данным независимых новостных источников, только один корабль был подбит, а повстанцы утверждали, что они нанесли удар по трем военным кораблям, два из которых затонули. Через несколько часов, большая часть города находилась под контролем правительства, однако, во избежание внезапного нападения повстанцев ночью, танки отошли на окраины города. Повстанцы решили, что они победили. Тем не менее, незадолго до полуночи, по Адждабии был нанесён новый артиллерийский удар лоялисткими силами, которые были вокруг города. В тот же день ливийского телевидение сообщило, что подразделения ливийской армии заняли город Адждабия.
16 марта бои продолжились, но ни одна из сторон не могла установить полный контроль над городом. Солдаты правительственных войск, возвращавшиеся с фронта, говорили в интервью, что сопротивление повстанцев было ожесточенным. В течение дня подкрепление повстанцев, прибывшее из Бенгази, закрепилось в нескольких километрах от восточного въезда в город, прежде чем атаковали лояльные войска. Они сделали небольшой коридор для связи Адждабии с Бенгази, но войска Каддафи по-прежнему оставались на восточной окраине города. Кроме того, повстанцы сумели отбить южного въезд в город, в то время как западный въезд был по-прежнему под контролем правительства. Три вертолёта повстанческих напали на силы Каддафи на шоссе на западной окраине, где они готовились к наступлению в городе проводя перегруппировку сил и получая большое количество оружия, боеприпасов и подкреплений, поступающих из Сирта. Также ливийское телевидение сообщило, что Адждабия полностью очищена от повстанцев.
Сразу после полуночи 17 марта правительственные войска атаковали южные въезд в город. После трех часов боя они отошли. Для отражения атаки были задействованы танки, артиллерия и вертолёт. Позднее, утром этого дня, лоялисты отбили коридор на восточной стороне города. Город снова попал в окружение. В то время как бои шли в Адждабии, правительственные войска высадились с моря, используя десант, в небольшом городке нефтяном порту Зуветина, к северу по дороге между Адждабией и Бенгази. Город быстро перешёл в руки лояльных сил. Тем не менее, лидеры повстанцев заявили, что они нанесли лоялистам ряд чувствительных ударов. На следующий день повстанцы заявили, что потеряли некоторых из своих бойцов, а также ряд гражданских лиц были убиты, и 20 солдат правительства захвачены в плен в боях за порт.

### Второй этап
С установлением бесполётной зоны 19 марта, начались воздушные удары по силам снабжения войск Каддафи и топливным конвоям, тем временем повстанцы 20 марта начали наступление из Бенгази, чтобы попытаться достичь Адждабии. По пути они отвоевали город Зуветина. 21 марта наступавшие повстанческие силы из Бенгази попытались атаковать Адждабию, стремясь облегчить положение повстанцев в городе и изгнать лояльные войска. Однако их атака была отбита правительственными войсками, при поддержке огня из танков и установок залпового огня. Повстанцы отступили и закрепились в 19 километрах от центра города. В тот вечер американские самолёты обстреляли некоторые позиции лоялистов в Адждабии, которые, согласно сообщениям, обстреливали город.
На следующее утро, повстанцы, вместе с репортёром, который был с ними, зафиксировали столбы дыма над городом, поднимавшиеся от объектов лоялистов, которые пострадали от американских воздушных ударов предыдущей ночью. Постанцы утверждали, что по крайней мере три танка лоялистов были уничтожены на восточной окраине города воздушными ударами стран коалиции. Рёпортёры Аль-Джазиры сняли обломки одного танка на контрольно-пропускном пункте, который был создан повстанцами как часть фронта. Находившийся на тот момент в восточной Ливии корреспондент телеканала «Дождь» Орхан Джемаль сообщал об ожесточённых боях возле Адждабии. Однако, кроме стрелкового оружия, у повстанцев другого вооружения не было в то время, как войска Каддафи по прежнему обладали тяжёлым вооружением.
23 марта силы коалиции начали воздушные удары по силам Каддафи на восточной окраине. Люди, бежавшие из города заявили, что только в центре города остаются повстанцы, а пригороды были под контролем сил правительства. Репортёры из Independent провели в Адждабии два дня по приглашению правительства, но не увидели доказательств крупномасштабных разрушений, о которые говорили повстанцы.
24 марта силы Каддафи по-прежнему удерживали основные восточные и западные въезды города и большую часть города, за исключением центра города, а также отгоняли наступающие повстанческие войска, от окраин города с помощью миномётного и артиллерийского огня. Позднее, 24 марта, некоторым силам повстанцев удалось попасть в Адждабию, и ситуация в городе становилась всё более неопределённой, многие части города переходили из рук в руки. Ночью британские истребители начали воздушные удары по бронетанковым силам Каддафи.
По состоянию на 25 марта западная и центральная части города находились под контролем лоялистов, в то время как восточная часть находилась под контролем повстанцев. Рано утром ПНС передал сообщение для сил Каддафи в городе через лидеров местных племен. Он призвал сторонников Каддафи сложить оружие и сдаться. Однако, правительственные войска отказались от предложения о капитуляции и повстанцы начали сосредотачиваться на окраине города, готовясь к наступлению. Во второй половине дня четыре установки залпового огня повстанцев, которые прибыли на линию фронта, начали стрелять по позициям лоялистов. Правительственная артиллерия ответила на обстрел. Накануне вечером наступление повстанцев на районы города, контролируемое силами Каддафи было отменено после того, как авангард повстанческих отрядов был атакован танковыми частями лоялистов на окраине города, бой не привёл к победе какой-либо стороны.
В течение ночи несколько отрядов повстанцев попали в город через коридор, установленный накануне вечером, также британские самолёты уничтожили семь танков лоялистов в городе и его окрестностях. К этому времени город был разделен между лоялистами, находившимися в западной части города, и повстанцами в восточной.
26 марта повстанцы в Адждабии сообщили, что установили контроль над городом, это подтвердили журналисты Аль-Джазиры на месте событий. Заместитель министра иностранных дел Ливии Халед Каим заявил, что правительственные войска покинули Адждабию ночью из-за воздушных ударов коалиции. Он обвинил западные силы непосредственно в пособничестве повстанцам. Повстанцы затем направились в Брегу и смогли захватить город.
Аль-Джазира также сообщила, что ливийский генерал армии Билгасим аль-Ганга был захвачен повстанцами в плен в ночь на 25 марта.

### Последствия
30 марта самолёты международной коалиции нанесли удар по колонне ливийских правительственных войск, наступающих в направлении города Адждабия. Повстанцы, которые спешили укрыться от противника в Адждабии, увидев последствия авиаудара, начали праздновать и стрелять в воздух. Ранее в течение дня 30 марта они в панике отступали, бросив города Рас-Лануф и Брега, которые перешли под их контроль несколькими днями ранее.
9 апреля сообщалось об атаке войск Каддафи на Адждабию. Однако повстанцы позже сообщили, что им удалось отбить атаку лоялистов на город.
16 апреля также сообщалось о серьёзном ухудшении погодных условий (ветер до 9 баллов, песчаная буря), вследствие чего авиация НАТО в течение нескольких дней не могла осуществлять боевые операции в восточной Ливии. В городе, большая часть населения которого уже эвакуировалась, началась паника, однако лояльные Каддафи войска в дальнейшем попытки отбить Адждабию не предпринимали.